# Корбово
Корбово је насеље у Србији у општини Кладово у Борском округу. Према попису из 2022. у насељу је било 582 становника (према попису из 2011. било је 740 становника, према попису из 2002. било је 1067 становника).
Овде се налази археолошки локалитет Гламија.

## Цркве у селу
У селу налазе се две цркве Српске православне цркве. Старија је посвећена Св. мајци Петки, а новија Св. апостплима Петру и Павлу, сагрђена од 1932. до 1937. год.

## Демографија
Према последњем попису из 2022. године у Корбову је живело 582 становника што је за 158 мање у односу на 2011. када је на попису било 740 становника. У насељу живи 533 пунолетних становника, а просечна старост становништва износи 55,08 година (52,32 код мушкараца и 57,88 код жена).
Према подацима пописа из 2022. у насељу има 288 домаћинства, а просечан број чланова по домаћинству је 2,02. а према истом попису у насељу има 604 стамбених јединица од којих је 363 насељених.
Ово насеље је великим делом насељено Србима (према попису из 2002. године), а у последња три пописа, примећен је пад у броју становника.

## Познате личности
- Вељко Рамадановић, специјални педагог, рођен је у Корбову

|  |

| Демографија | Демографија | Демографија |
| Година      | Становника  | Становника  |
| ----------- | ----------- | ----------- |
| 1948.       | 1.892       |             |
| 1953.       | 2.076       |             |
| 1961.       | 2.055       |             |
| 1971.       | 1.930       |             |
| 1981.       | 1.755       |             |
| 1991.       | 1.481       | 1.318       |
| 2002.       | 1.067       | 1.325       |
| 2011.       | 740         |             |
| 2022.       | 582         |             |

| Етнички састав према попису из 2002.‍ | Етнички састав према попису из 2002.‍ | Етнички састав према попису из 2002.‍ | Етнички састав према попису из 2002.‍ | Етнички састав према попису из 2002.‍ |
| ------------------------------------ | ------------------------------------ | ------------------------------------ | ------------------------------------ | ------------------------------------ |
|                                      |                                      |                                      |                                      |                                      |
| Срби                                 | Срби                                 |                                      | 962                                  | 90,15%                               |
| Власи                                | Власи                                |                                      | 50                                   | 4,68%                                |
| Румуни                               | Румуни                               |                                      | 8                                    | 0,74%                                |
| Југословени                          | Југословени                          |                                      | 1                                    | 0,09%                                |
| непознато                            | непознато                            |                                      | 28                                   | 2,62%                                |

| Година пописа     | 1948. | 1953. | 1961. | 1971. | 1981. | 1991. | 2002. |
| ----------------- | ----- | ----- | ----- | ----- | ----- | ----- | ----- |
| Број домаћинстава | 399   | 428   | 441   | 457   | 458   | 434   | 378   |

| Број чланова      | 1  | 2   | 3  | 4  | 5  | 6  | 7 | 8 | 9 | 10 и више | Просек |
| ----------------- | -- | --- | -- | -- | -- | -- | - | - | - | --------- | ------ |
| Број домаћинстава | 82 | 129 | 57 | 38 | 39 | 24 | 7 | 2 | 0 | 0         | 2,82   |

| Пол    | Укупно | Неожењен/Неудата | Ожењен/Удата | Удовац/Удовица | Разведен/Разведена | Непознато |
| ------ | ------ | ---------------- | ------------ | -------------- | ------------------ | --------- |
| Мушки  | 466    | 98               | 325          | 35             | 3                  | 5         |
| Женски | 508    | 46               | 333          | 114            | 9                  | 6         |
| УКУПНО | 974    | 144              | 658          | 149            | 12                 | 11        |

| Пол    | Укупно                    | Пољопривреда, лов и шумарство | Рибарство                            | Вађење руде и камена | Прерађивачка индустрија       |
| ------ | ------------------------- | ----------------------------- | ------------------------------------ | -------------------- | ----------------------------- |
| Мушки  | 132                       | 15                            | 1                                    | 0                    | 18                            |
| Женски | 40                        | 13                            | 0                                    | 0                    | 5                             |
| УКУПНО | 172                       | 28                            | 1                                    | 0                    | 23                            |
| Пол    | Производња и снабдевање   | Грађевинарство                | Трговина                             | Хотели и ресторани   | Саобраћај, складиштење и везе |
| Мушки  | 8                         | 8                             | 14                                   | 2                    | 30                            |
| Женски | 1                         | 0                             | 4                                    | 1                    | 0                             |
| УКУПНО | 9                         | 8                             | 18                                   | 3                    | 30                            |
| Пол    | Финансијско посредовање   | Некретнине                    | Државна управа и одбрана             | Образовање           | Здравствени и социјални рад   |
| Мушки  | 0                         | 0                             | 9                                    | 5                    | 5                             |
| Женски | 0                         | 0                             | 0                                    | 5                    | 8                             |
| УКУПНО | 0                         | 0                             | 9                                    | 10                   | 13                            |
| Пол    | Остале услужне активности | Приватна домаћинства          | Екстериторијалне организације и тела | Непознато            | Непознато                     |
| Мушки  | 2                         | 0                             | 0                                    | 15                   | 15                            |
| Женски | 1                         | 0                             | 0                                    | 2                    | 2                             |
| УКУПНО | 3                         | 0                             | 0                                    | 17                   | 17                            |